# Bessungen

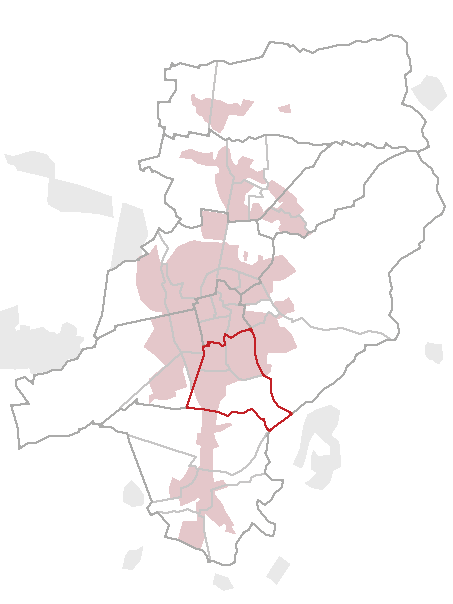
Ubicación de Bessungen en Darmstadt.

Bessungen es un distrito de la ciudad de Darmstadt, en el estado de Hesse, Alemania. Hasta 1888 fue un municipio separado. Su reputación como «la parte más antigua de Darmstadt» se remonta a la primera mención en el año 1002, esto aplica únicamente a la zona central de Darmstadt. Se cree que Bessungen fue fundada en el siglo V por los alamanes.
Tiene una población de 12.680 al 31 de diciembre de 2005.